# Newcastle, Dublin
Newcastle (iriska: An Caisleán Nua) är en ort i republiken Irland.   Den ligger i grevskapet South Dublin och provinsen Leinster, i den östra delen av landet, 17 km väster om huvudstaden Dublin. Newcastle ligger 87 meter över havet och antalet invånare är 2 659.
Terrängen runt Newcastle är platt åt nordväst, men åt sydost är den kuperad.Runt Newcastle är det ganska glesbefolkat, med 38 invånare per kvadratkilometer. Närmaste större samhälle är Dublin, 17,2 km öster om Newcastle. Trakten runt Newcastle består i huvudsak av gräsmarker.